# 정인서
정인서(2000년 5월 9일 ~ )은 대한민국의 배우이다. 2007년 베베퀸 《Winter Story》로 데뷔하였다.

## 학력
- 서울문덕초등학교
- 문현중학교
- 문현고등학교
- 국민대학교 연극영화학과
- 고려대학교 미디어대학원

## 출연작

### 드라마
- 《해치》 (SBS, 2019년) - 고미 역
- 《그날이 오면》 (KBS1, 2019년) - 주양 역
- 《빅포레스트》 (tvN, 2018년) - 신나영 역
- 《마녀의 법정》 (KBS2, 2017년) - 윤아름 역
- 《오 마이 금비》 (KBS2, 2016년) - 소희 역
- 《후아유 - 학교 2015》 (KBS2, 2015년) - 정수인 역
- 《KBS 드라마 스페셜 - 다르게 운다》 (KBS2, 2014년) - 진성연 역
- 《벼락맞은 문방구》 (투니버스, 2013년)- 정인서 역
- 《KBS 드라마 스페셜 연작 시리즈 - SOS》 (KBS2, 2012년) - 김청나 역
- 《부탁해요 캡틴》 (SBS, 2012년) - 정지혜 역
- 《KBS 드라마 스페셜 - 이중주》 (KBS2, 2011년) - 한준희 역
- 《천추태후》 (KBS2, 2009년) - 원평왕후 역
- 《별순검 시즌2》 (MBC 드라마넷, 2008년) - 꽃봉이 역
- 《일지매》 (SBS, 2008년) - 어린 섬섬이 역

### 영화
- 《사랑해! 진영아》 (2013년) - 성하 역
- 《도가니》 (2011년) - 진유리 역
- 《웨딩드레스》 (2010년) - 발레 아이 2 역

### 방송
- 《생방송 톡톡 보니하니》 (EBS)

### 광고
| 광고 이름                      | 비고                  |
| ------------------------------ | --------------------- |
| 웅진씽크빅                     |                       |
| MBC캠페인 (바른교육 큰사람)    |                       |
| MBC캠페인 (에너지 절약 캠페인) |                       |
| SK기업PR                       |                       |
| LH 지면광고                    |                       |
| 천사점토                       |                       |
| 경륜 경정 CF                   |                       |
| 가족건강 365 공익광고          |                       |
| 멜짱 지면 광고                 |                       |
| BC 카드                        |                       |
| 행정자치부 캠페인              |                       |
| GNB 영어학원 CF                | 한국농촌공사 공익광고 |
| 다문화가정 캠페인              | 목소리 더빙           |